# تور توروالدسن
تور توروالدسن (انگلیسی: Thor Thorvaldsen; ۳۱ مهٔ ۱۹۰۹ – ۳۰ ژوئن ۱۹۸۷) قایقران قایق بادبانی اهل نروژ بود.